# سد العلب
سد العلب (به عربی: سد العلب) یک سد و منطقهٔ مسکونی در عربستان سعودی است که در ریاض واقع شده‌است.